# Anatolij Biełogłazow
Anatolij Aleksiejewicz Biełogłazow (ros. Анатолий Алексеевич Белоглазов, ur. 16 września 1956 w Królewcu) – radziecki zapaśnik walczący w stylu wolnym. Złoty medalista olimpijski z Moskwy.
Walczył w stylu wolnym, w kategorii muszej (do 52 kilogramów) oraz koguciej (do 57 kilogramów). Zawody w 1980 były jego jedynymi igrzyskami olimpijskimi. Był mistrzem świata w 1977, 1978 i 1982, brązowym medalistą tej imprezy w 1983. Był mistrzem Europy w 1976. Pierwszy w Pucharze Świata w 1979 i 1984; drugi w 1981 i 1988. Mistrz uniwersjady w 1981. Mistrz świata juniorów w 1975 roku.
Mistrz ZSRR w latach: 1977, 1979, 1980 i 1982; trzeci w 1981.
Jego brat bliźniak Siergiej także był zapaśnikiem, mistrzem olimpijskim z Moskwy i Seulu.